# Andrzej Ridge
Andrzej Ridge är en bergstopp i Antarktis. Den ligger i Sydshetlandsöarna. Argentina, Chile och Storbritannien gör anspråk på området. Toppen på Andrzej Ridge är 396 meter över havet.
Terrängen runt Andrzej Ridge är kuperad. Trakten är glest befolkad. Närmaste befolkade plats är Commandante Ferraz Station, 10,6 kilometer sydväst om Andrzej Ridge. 